# Sessibugula barrosoi
Sessibugula barrosoi är en mossdjursart som beskrevs av Lopez de la Cuadra och Garcia-Gomez 1994. Sessibugula barrosoi ingår i släktet Sessibugula och familjen Bugulidae. Inga underarter finns listade i Catalogue of Life.